# Open Your Eyes (Fernsehserie)
Open Your Eyes (polnischer Originaltitel: Otwórz oczy) ist eine polnische Mystery-Drama-Serie, die am 25. August 2021 weltweit auf Netflix veröffentlicht wurde. Die Serie wurde von Netflix in Zusammenarbeit mit dem polnischen Produktionsunternehmen Telemark produziert und basiert lose auf dem Roman Druga szansa von Katarzyna Berenika Miszczuk.

## Inhalt
Die Serie handelt von einer jungen Frau namens Julia, die nach einem tragischen Unfall ihr Gedächtnis verliert und in einer mysteriösen Klinik für Amnesie-Patienten aufwacht. Die Einrichtung, in der sie sich wiederfindet, wirkt zunächst wie ein Rehabilitationszentrum, doch bald beginnen unheimliche Träume, seltsame Vorfälle und widersprüchliche Aussagen ihrer Mitpatienten Zweifel an der Realität zu wecken.

## Produktion
Regie führte Anna Jadowska. Das Drehbuch schrieb Kasper Bajon. Die Serie wurde von Netflix mit Zusammemrbeit von Telemark produziert. Sie umfasst eine Staffel mit sechs Episoden. Die Serie wurde am 25. August 2021 auf der Streaming-Plattform Netflix veröffentlicht.

## Besetzung und Synchronisation
Die deutschsprachige Synchronisation entstand nach den Dialogbuch von Wolfgang Seifert sowie unter der Dialogregie von Oliver Hörner durch die Synchronfirma CSC-Studio.
| Rolle              | Schauspieler          | Synchronsprecher           |
| ------------------ | --------------------- | -------------------------- |
| Julia              | Maria Wawreniuk       | Selina Böttcher            |
| Adam               | Ignacy Liss           | Flemming Stein             |
| Pawel              | Michal Sikorski       | Nils Rieke                 |
| Szymon             | Wojciech Dolatowski   | Jonas Minthe               |
| Iza                | Klaudia Koscista      | Maria Magdalena Wardzinska |
| Milena             | Zuzanna Galewicz      | Franciska Friede           |
| Dr. Zofia Morulska | Marta Nieradkiewicz   | Mica Mylo                  |
| Magda              | Sara Celler-Jezierska | Jannika Jira               |
| Piotr              | Marcin Czarnik        | Jörn Linnenbröker          |